# Cetra
Pour les articles homonymes, voir Cetra (label).
La cetra, mot latin emprunté au grec, est un descendant italien de κιθάρα (cithare). Il s'agit d'un synonyme du cistre, mais il a été utilisé pour la citole, la cythare (forme de la lyre) et la cythère (forme de la lyre se transformant en instrument à manche).

## Description
La cithare était un instrument à cordes, construit en bois et semblable à la lyre, avec une caisse harmonique plus grande. Elle était largement utilisée dans l'Antiquité. L'instrument s'est répandu de la Grèce antique, où il était joué par des citaredi professionnels, à Rome et en Corse. Alors qu'il désignait à l'origine une lyre en Grèce, le mot a fini par s'appliquer à un instrument à manche.
Le musicologue et historien Laurence Wright considérait que le nom cetra était synonyme de citole et, dans son article du New Grove Dictionary of Musical Instruments, il déclarait que cetera et cetra étaient des mots italiens pour désigner la citole. La cetra ainsi utilisée était un instrument à cordes pincées, apparenté à la vièle et utilisé vers 1200-1350.
À la Renaissance, le terme cetra désigne un instrument en forme de poire, doté d'une table d'harmonie plate et d'un long manche, dont les paires de cordes métalliques sont pincées. La citole italienne, connue sous le nom de cetra, est devenue le cistre.